# Cantón de Bais
El cantón de Bais era una división administrativa francesa, que estaba situada en el departamento de Mayenne y la región de Países del Loira.

## Composición
El cantón estaba formado por nueve comunas:
- Bais
- Champgenéteux
- Hambers
- Izé
- Jublains
- Saint-Martin-de-Connée
- Saint-Pierre-sur-Orthe
- Saint-Thomas-de-Courceriers
- Trans

## Supresión del cantón de Bais
En aplicación del Decreto nº 2014-209 de 21 de febrero de 2014, el cantón de Bais fue suprimido el 22 de marzo de 2015 y sus 9 comunas pasaron a formar parte; ocho del nuevo cantón de Évron y una del nuevo cantón de Lassay-les-Châteaux.